# 칼미크 칸국
칼미크 칸국(언어 오류(xal-ru): Хальмг хана улс, Xal'mg xana uls)은 17세기에 유라시아 스텝에 있던 오이라트계 칸국이다. 오늘날의 러시아 칼미크 공화국, 캅카스 북부 일대에 존재했다. 칼미크인들은 러시아 차르국과 연합하여 캅카스 산맥을 넘어다니며 크림 칸국과 오스만 제국을 비롯한 이슬람권 국가들을 괴롭혔다. 1771년 러시아 제국에 합병되었다.

## 같이 보기
- 준가르